# LGBT práva v Malawi

Duhová mapa Malawi

Lesby, gayové, bisexuálové a transgender osoby (LGBT+) se mohu setkávat v Malawi s právními komplikacemi, které jsou pro běžné heterosexuální páry neznámé. Stejnopohlavní aktivita mezi jedinci stejného pohlaví jsou oficiálně trestné, a to pod hrozbou trestu odnětí svobody pro obě pohlaví.

## Stejnopohlavní soužití
Dle Trestního zákoníku zakazuje homosexualitu, jelikož ji označuje za sodomii a zločinům proti přírodě. Proto jedincům, kteří budou přistiženi při stejnopohlavních aktivitách, hrozí mužům až 14 let trestu odnětí svobody a ženám poté 5 let.   V posledních letech však nejsou zaznamenány případy, že by byly tyto zločiny použity jako záminka trestu či zatčení.
V květnu 2012 prezidentka Joyce Bandaová navrhla, aby byly zrušeny všechny zákony, které kriminalizují homosexualitu. PMalawijská vláda dokonce všechny zákony zrušil v listopadu 2013. Ministr spravedlnosti a generální prokurátor Ralph Kasambara dal pokyn policii, aby nezatýkala LGBT jedince. O tři dny později však otočil a oznámil, že ministři nemohou jen tak pozastavit zákony a tudíž je zrušení dekriminalizačního kroku protiústavní. Nepomohlo ani přezkoumání Nejvyššího soudu, který dosud nevydal žádné rozhodnutí a dále tak platí trestnost homosexuality.
Roku 2016 nový prezident Peter Mutharika chtěl ochránit práva LGBT komunity a navrhl proto referendum o legalizaci homosexuality a stejnopohlavních manželství. Ani k tomuto kroku však nedošlo, jelikož mluvčí prezidentské kanceláře prohlásil, prezidentovy komentáře jsou osobní a nemají žádnou politickou váhu.

## Životní podmínky
Společnost v Malawi je od koloniálních dob silně konzervativní a nábožensky založena. Zpráva organizace Human Rights Watch z r. 2018 zjistila, že mnoho Malawijců stále čelí určitým formám diskriminace, což působí velmi negativně na jejich psychicky a duševní stav. Sama oroduje za dekriminalizaci homosexuality, od které si slibuje zlepšení lepší psychicky stav a lepší právní ochranu.
V prosinci 2009 byli zadrženi trans žena Tiwonge Chimbalanga a muž Steven Monjeza při obřadu chinkhoswe (tzn. místní název pro svatební obřad). Později byli obviněni z nepřirozených praktik a byl jim uvalen trest odnětí svobody na 14 let vč. nucených prací. Po nátlaku mnoha organizací (např. WHO, Amnesty International, Africká rozvojová banka apod.), mnoha vlád (zejm. USA, Spojené království, Francie a Německo) a dalších subjektů.
Nakonec v květnu 2010 prezident tuto dvojici omilostnil, oba našli azyl v Jihoafrické republice.
V roce 2021 se konal v hlavním městě Lilongwe první gay pride v zemi, kterého se učástlio cca 50 lidí.

## Souhrnný přehled
| Legální stejnopohlavní styk                                          | (až 14 let vězení pro muže, 5 let pro ženy; od r. 2012 nevyužito) |
| Stejný věk legální způsobilosti k pohlavnímu styku pro obě orientace | No                                                                |
| Antidiskriminační zákony v zaměstnání                                | No                                                                |
| Antidiskriminační zákony v přístupu ke zboží a službám               | No                                                                |
| Antidiskriminační zákony v přístupu ke zboží a službám               | No                                                                |
| Stejnopohlavní manželství                                            | No                                                                |
| Stejnopohlavní soužití                                               | No                                                                |
| Adopce dítěte partnera                                               | No                                                                |
| Společná adopce dětí stejnopohlavními páry                           | No                                                                |
| Gayové a lesby smějí otevřeně sloužit v armádě                       | No                                                                |
| Možnost změny pohlaví                                                | No                                                                |
| Přístup k umělému oplodnění pro lesbické ženy                        | No                                                                |
| Náhradní mateřství pro gay páry                                      | No                                                                |
| MSM smějí darovat krev                                               | No                                                                |